# Délvidéki szerb felkelés (1848)
Az 1848–49-es délvidéki szerb felkelés során a magyarországi szerbek az 1848–49-es magyar forradalom és szabadságharc okozta kavarodást felhasználva megpróbálták kiharcolni önállóságukat. A szerbek ebben a küzdelemben (az erdélyi románokhoz hasonlóan) fegyvert is ragadtak, melyet a szabadságharc leveréséig nem is tettek le.
A kezdeti magyarbarát megnyilvánulások helyét a magyarok ellenállása és a majdnem teljesen független Szerb Fejedelemség bujtogatása következtében hamar magyarellenes szólamok vették át, és május végére kitört a fegyveres felkelés. A felkelők megfékezése komoly erőfeszítést követelt a magyarok részéről, így a felkelés, bár célját végül nem érte el, a magyar szabadságharc kudarcához jelentősen hozzájárult.
A szerb felkelőkkel közösen harcoltak az osztrák hadsereg helyi egységei, a bánsági német ezredek és román ezredek, valamint rengeteg szerbiai önkéntes és a horvát hadsereg egységei is. A bánsági német ezredek más része és a német lakosság egy része viszont a magyarokat támogatta, mivel a nem reguláris szerb felkelők iszonyú etnikai tisztogatásokat műveltek nemcsak magyar, hanem német, román és horvát falvakban is.

## A szerb nemzetiségi mozgalom kibontakozása

### A szerbek helyzete Magyarországon az 1840-es években

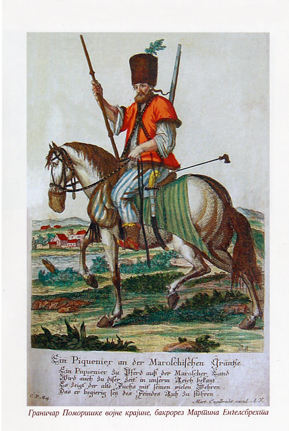
Szerb határőr a 18. században

A magyarországi szerbek többsége 1848 előtt a déli határ menti Határőrvidéken kiváltságokkal rendelkező határőrként vagy a déli magyar és horvát vármegyék feudális rendjébe tagozódva élt. Az ország területén szétszórva, a kereskedelmi gócpontokban (Budán, Pesten, Komáromban, Szentendrén) a kiváltságos polgári réteg tagjaként jelentős szerb közösségek éltek.
A szerbek többsége ortodox hitű volt. A szerb görögkeleti egyház, melynek feje a karlócai metropolita volt, bizonyos szintű önállósággal rendelkezett, tarthatott például egyházi gyűlést, sabort. Önálló szerb közigazgatás hiányában az ortodox egyház magyarországi szervezete volt a szerbek egyik legfontosabb összetartója, és így a magyarországi szerb nemzetiségi törekvések egyik fő fóruma is. A nemzetiségi törekvések között ezért egyaránt találkozhatunk a polgári fejlődés igényével és az egyház konzervatív megnyilvánulásaival.
A korszakban még hivatalosan az Oszmán Birodalom fennhatósága alatt álló Szerb Fejedelemség által támogatott nagyszerb eszmék a forradalom előtt nem leltek nagy támogatásra a magyarországi szerbség körében, akik önálló egyházzal, kiváltságokkal és pezsgő kulturális élettel rendelkeztek. Számos iskolájuk működött, és Pesten a szerb irodalom is virágzott: Itt jelent meg a liberális Szerb Nemzeti Újság, a szerb könyvkiadás is felfutóban volt (az Egyetemi Nyomdában készültek szerb könyvek), a Matica Srpska (Szerb anyácska) nevű kulturális egyesület is itt működött.

### Pesti gyűlés (március 17–19.)
A március 15-ei pesti forradalom hatására két nappal később a pesti szerb diákok kezdeményezésére a Matica Srpska gyűlést rendezett a Tökölyanum udvarán. A népgyűlésen a forradalom vívmányait méltatták, valamint megfogalmazták saját nemzetiségi követeléseiket. A 17-e és 19-e között zajló tanácskozáson, melyet a márciusi ifjak küldöttsége is köszöntött, mintegy 3-400-an vettek részt. A gyűlés egy 30 tagú bizottságot választott, amely kidolgozta a határozatokat, amelyet a gyűlés 19-én fogadott el. A határozatban kijelentették, hogy a szerbek elismerik a magyar nemzetiséget és „a magyar nyelv diplomáciai méltóságát”, cserébe kérték a szerb nemzetiség elismerését és annak törvénybe foglalását. Ennek részeként a saját nyelv használatának jogát követelték belső ügyeik intézésekor és gyűléseiken, valamint kulturális intézményeik önálló igazgatását. Fontos pont volt a határozatban a szerb nemzeti gyűlés megerősítése is. Követelték évenkénti összehívását, és azt, hogy annak határozataival közvetlenül az uralkodóhoz fordulhassanak. Ez utóbbi kérés kétféleképpen értelmezhető: jelenthette egyrészt a császári biztos közvetítésének kiiktatását, másrészt a magyar parlamenttől és kormánytól való függetlenséget is. A magyar közvélemény mindenesetre a szeparatista törekvések tanúbizonyságát látta benne, ekkor azonban még, legalább jelszavak szintjén, magyarbarát maradt a határozat.

### Újvidéki gyűlés és Kossuth válasza a szerbek követeléseire (március vége, április eleje)
A forradalmat követő első napokban a délvidéki szerbek is szimpátiával fordultak a magyarok felé. A forradalmat ünnepelték Pancsován, Zimonyban, Szenttamáson, Nagybecskereken, Nagykikindán és máshol. A március 21-én Újvidéken tartott gyűlésen például, ahol üdvözölték a magyar forradalmat, a később jelentős szerepet vállaló Ðorđe Stratimirović magyar kokárdát viselt.
Eközben a szerb fejedelemség ügynöke, Matija Ban a szerbeket önkormányzat kivívására és a horvátokkal való összefogásra biztatta. A közhangulat is egyre fogékonyabb lett a függetlenedési törekvések iránt. Ennek oka részben talán abban keresendő, hogy a Habsburg monarchia 1848-as megroppanásával lehetőség mutatkozott addig elképzelhetetlen engedmények elérésére, akár egy nagyszerb állam megvalósítására is. A március 27-ére összehívott újvidéki gyűlést, amelyen a pesti szerb gyűlés határozatát szándékozták megvitatni, és egyben a magyarországi szerbek követeléseinek hangot adni, Ban március 31-ei levele szerint már ellenségesebb hangulat jellemezte:
Újvidéken a legnagyobb izgalom uralkodik, a szerb nemzeti szellem erősen kifejlődött. Másról sem beszélnek, mint Ausztriáról, a nemzetiségekről, a horvátok patriotizmusáról, Szerbiáról, és a magyarok iránti ellenszenvről
A határozat azonban korántsem olyan harcias, mint a fenti tudósítás alapján várni lehetne. A gyűlésen lényegében a pesti gyűlés követeléseit ismételték meg, sőt, az évenkénti szerb kongresszus kapcsán lemondtak az uralkodóval való közvetlen kapcsolatról, helyette az országgyűlést bízták volna meg a kongresszus hatáskörének kidolgozásával. A gyűlés kimondta - a jobbágyfelszabadítás mintájára - a Határőrvidéken katonai szolgálatra kötelezettek felmentésének szükségességét is. A határozatot, mint a szerb nemzet kérését, Pozsonyba küldték, hogy ott a Diéta megtárgyalja.
A Stratimirović vezette küldöttség április 8-án reggel - a Bécsben tartózkodó Batthyány távollétében - Kossuthtal tárgyalt a követelésekről. Kossuth támogatta a petíció beterjesztését az Országgyűléshez, és az alsótáblában már aznap megtárgyalták a javaslatot. A küldöttség szónoka, Aleksandar Kostics, díszmagyarban, magyarul szólt a képviselőkhöz, és kijelentette, ha teljesítik a szerbek kéréseit, „mi szerbek ezentúl csak egyedül Magyarországért és csak a magyarokért élni és halni fogunk.” A petíció felolvasása után Kossuth válaszolt a felvetésekre. Jelezte, hogy a követelések egy része már teljesült, ugyanakkor kifejtette, hogy sz Országgyűlés, megy épp a meglévő kiváltságok megszüntetésén dolgozik, egyes csoportoknak privilégiumokat nem adhat, csak olyan engedményekről lehet szó, amelyek az ország minden lakosára egyformán vonatkoznak. Ez egyben a szerbek nemzetként való elismerésének visszautasítását is jelentette. Az ország egységének megőrzéséhez elengedhetetlennek tartotta, hogy az ország hivatalos nyelve a magyar legyen, azonban ő is egyetértett azzal, hogy belügyeikben és vallási ügyekben minden nemzetiség a saját nyelvét használja. Az egyházi gyűlés összehívását támogatta, azt mint a nemzetiségiek céljait kinyilvánító fórumot képzelte el, a népképviseleti országgyűlésre hivatkozva azonban elvetette a különálló szerb kongresszus gondolatát. A Határőrvidék polgárosítását támogatandónak tartotta.
Kossuth az ország területi egységét féltette a nemzetiségek autonómia-törekvéseitől, ezért ellenezte a szerbek nemzetté nyilvánítását olyan határozottan. A nemzetiségiek azonban, így a szerbek is, csak akkor érezték volna magukat a magyarokkal egyenjogúnak, ha közjogi önállóságot is kapnak. Ezért a kudarc ellenére nem adták fel az önkormányzat iránti igényüket.

### Szerb nemzeti gyűlések Karlócán (április 14.–május 20.)
A magyarok elutasító magatartásának és a Szerb Fejedelemség hatékony uszításának köszönhetően a szerb közvélemény egyre távolodott a kezdetben magyarbarát álláspontjától. Szerepet játszott ebben az is, hogy a jobbágyfelszabadítás nem oldotta meg a parasztság összes problémáját, még mindig rengeteg volt a nincstelen paraszt, akik Magyarország-szerte lázongtak.

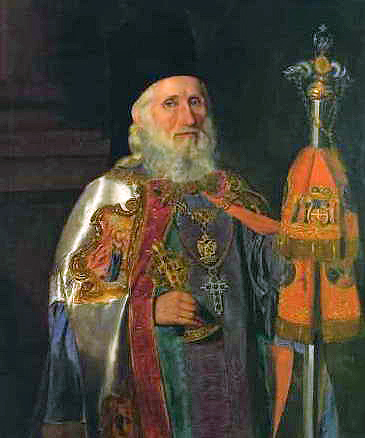
Josip Rajačić karlócai metropolita, a szerb mozgalom egyik vezéregyénisége

A fordulatot a szerém-karlócai szerb hitközség által összehívott gyűlés jelentette, melyet április 14-én Karlócán tartottak meg. Ismét csak a szerbség nemzeti és egyházi ügyeit vitatták meg, azonban a gyűlés menetét már nem csak a korábbi pesti és újvidéki határozatok szabták meg, hanem részben a márciusban és áprilisban zajló határőrvidéki megmozdulások, részben a március 25-én Zágrábban elfogadott felirat, amely többek között felelős horvát kormány kinevezését kérte az uralkodótól. Karlócán véglegesen szembefordultak a szerbek a magyarokkal, a tanácskozás határozataival immár egyenesen V. Ferdinánd királyhoz fordultak, a magyar parlamentet kihagyva.
Kívánságaik közül a legfontosabb egy független szerb vajdaság felállítása volt, amelyet Bácska, Bánát és Baranya területén alakítottak volna ki, és élén a szerb vajda állt volna. Követelésük alapjául a „régi jogot” hozták fel, bár korábban Magyarország területén nem létezett szerb vajdaság, legfeljebb a szerb ortodox egyház önkormányzatára lehetett volna ilyen követeléseket támasztani.
A kikiáltandó szerb vajdaságot a Háromegy Királysággal és a Határőrvidékkel egyesülve, közös alkotmánnyal képzelték el, amelyben jelentős autonómiát kaptak volna a szerbek. Az új államban a kormány tagjainak a fele és a közigazgatásban dolgozó hivatalnokok fele ortodox vallásúak közül került volna ki, és a (népképviseleti) országgyűlés alelnöki tisztét is a vajda töltené be.
A gyűlést követően állandósultak a zavargások és az atrocitások a Délvidéken. A lázongás egyik forrása a szerb parasztság volt, amely földosztást és maguk választotta elöljárókat követelt, másik pedig a nemzetiségi ellentét, amelyet a szerb kormányon kívül a magyarországi szerb értelmiség is szított. A forrongó hangulat hatására Josip Rajačić karlócai metropolita május 13-ára szerb nemzeti kongresszust hívott össze, aminek célja a Szerb Vajdaság kikiáltása volt.

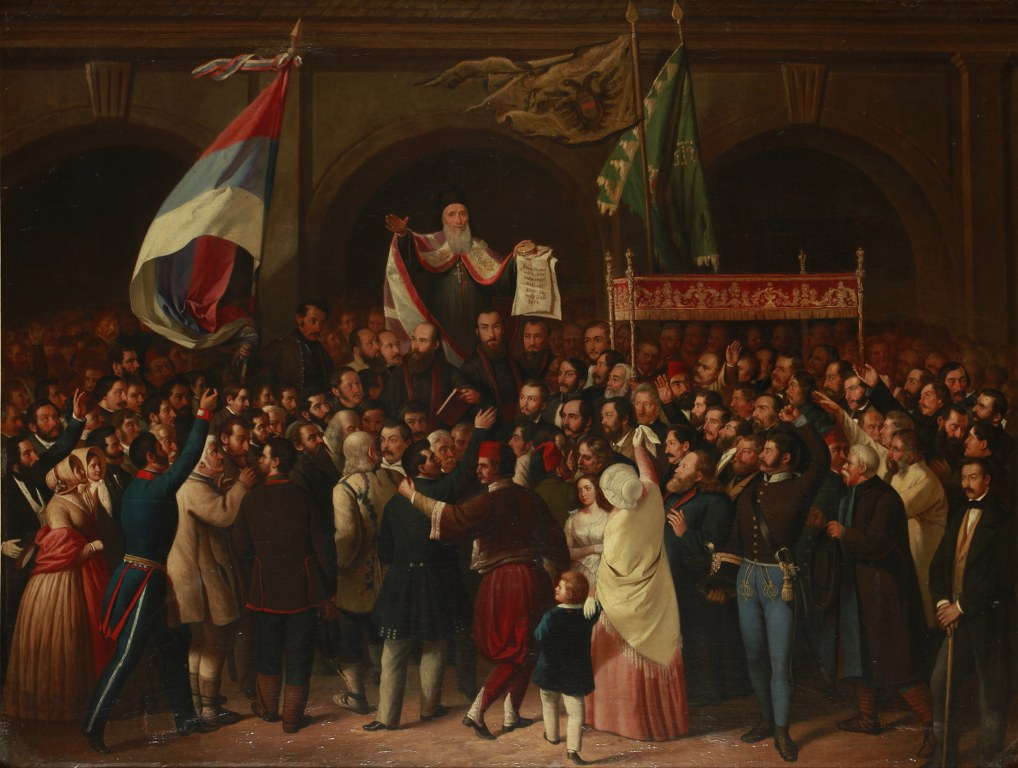
A Szerb Vajdaság kikiáltása

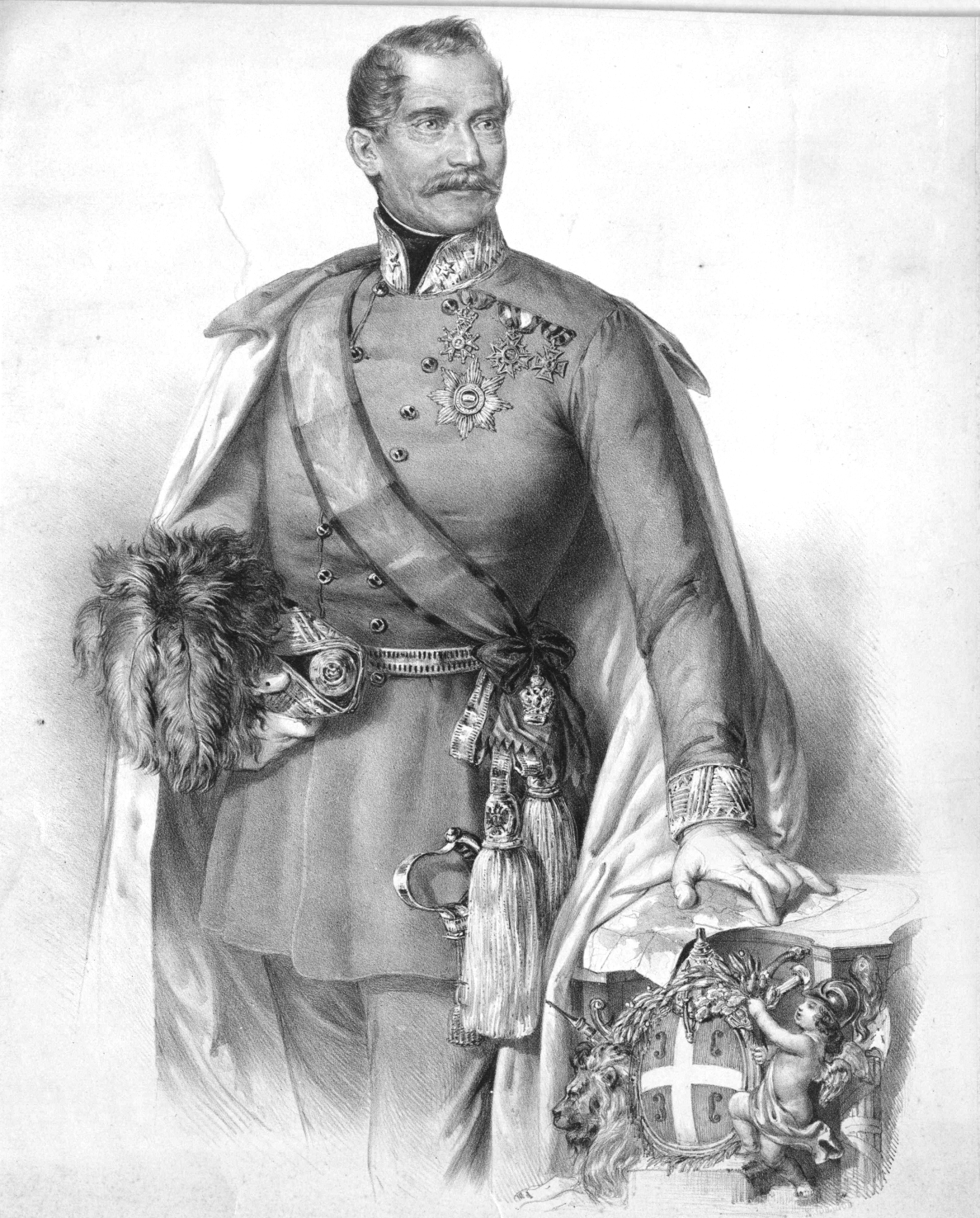
A Szerb Vajdaság első vajdájának Stevan Šupljikac császári ezredest választották meg

Az eseményt hivatalosan nem nevezhette nemzeti kongresszusnak, mivel annak összehívására csak a királynak volt joga, amit V. Ferdinánd a magyar kormányra ruházott át. A magyar kormány május 27-ére hirdette meg a hivatalos gyűlést, ezért Rajačić az általa szervezettet csupán „előtanácskozásnak” minősítette.
Eközben a helyzet komolyságára és a szerbek radikalizálódására válaszul a Batthyány-kormány teljhatalmú kormánybiztost nevezett ki Csernovics Péter személyében. Bevezette a statáriumot a Délvidéken, azonban mivel hatalma nem terjedt ki a Határőrvidékre és a horvát bán hatalma alatt álló területre, ezért a május 13-ai gyűlést Újvidék helyett Karlócán tartották meg. Május 13-án mintegy 2-3000 résztvevő kezdte meg a tanácskozást, ez a létszám május 15-ére körülbelül 8000 főre duzzadt. Többségük a Határőrvidék falvaiból érkezett.
| „                                         | Az összes nemzetek általános jogai a következők: a nemzetiség, a nyelv, az önállóság, a vallás, a haza; szabadon gondolkodni és gondolatait szóval és írásban másokkal közölni. | ” |
| – Rajačić metropolita karlócai beszédéből | |   |

A tanácskozást az érseki palota udvarán tartották meg. Még mindig voltak, akik hajlottak a magyarokkal való kiegyezésre, azonban őket háttérbe szorították a másik két irányzat hívei. Az egyik párt a Horvátországgal való egyesülést támogatta közös minisztériummal, a másik, erősebb, a független vajdaság kikiáltását és azt követően a szövetséget a Háromegy Királysággal.
A kongresszuson Rajačićot pátriárkává szentelték, ami ugyan több okból is kifogásolható volt, azonban a szerbek ezen nem akadtak fenn. Kimondták ezen kívül a Szerb Vajdaság függetlenségét a Habsburg-ház uralma alatt és a Magyar Korona kötelékében. Szerb vajdának az ekkor az itáliai fronton harcoló Stevan Šupljikac ezredest választották meg. A románok megnyugtatására (akik a szerb pátriárka befolyása alá tartoztak) kimondták a román nemzetiség egyenjogúságát, a magyarországi románok pesti küldöttsége azonban óvást nyújtott be a választás miatt. Létrehozták ezen felül a szerb nemzet főbizottságát (főodbor), amely a vojvodinai alkotmány kidolgozásáért volt felelős, és a Vajdaság kormányaként működött. Az első elnöke Rajačić lett, ő azonban hamarosan lemondott Ðorđe Stratimirović javára. Stratimirović megkezdte a közigazgatás átszervezését és a Szerb Fejedelemség segítségével, a bécsi udvar hallgatólagos beleegyezésével, a felkészülést a fegyveres felkelésre.

## Harci események
A Batthyány-kormány arra számított, hogy a Határőrvidék polgári közigazgatás alá vonása és felmentése a határőri szolgálat alól mellé állítja majd ennek a félkatonai jellegű területnek a lakosságát. Ebben azonban csalatkoznia kellett a magyar kormánynak, a határőrök nem fogadták el a magyar fennhatóságot, és immár a határt sem őrizték. Ezért akadálytalanul áramlott be a Szerb Fejedelemség területéről mind az anyagi támogatás, mind az önkéntes szerbek csapatai (szerviánusok). A felkelőkhöz csatlakozott a határőrök többsége és a titeli sajkások is, akik június 6-án a sajkás kerület katonái fellázadtak, megrohanták a titeli fegyvertárat, és 8 ágyút magukkal vittek. A térségben állomásozó osztrák csapatok és német határőr ezredek szintén bekapcsolódtak a harcokba a magyarok ellen. A Szerbiából tömegesen jövő önkéntesekkel együtt három osztrák-szerb haderőcsoport alakult ki a Bácskában, a Temesközben és a Szerémségben, ehhez csatlakoztak még a bánáti román határőr ezredek is. Egyes német határőr ezredek azonban harcoltak a honvédsereg oldalán, sőt a bánsági németség egy része is támogatta a magyarokat, mert az elvadult szerb felkelők bárki megöltek, aki nem szerb nemzetiségű volt.

### A karlócai ütközet

A Szerb Vajdaság zászlaja 1848-ban

A szerb népfelkelők három nagyobb tábort alakítottak ki, a központot Karlócában, a másik kettőt Titelben illetve Bácskában, Temerinnél. Június 10-ére körülbelül 15 000 szerb harcos gyűlt össze Karlóca környékén. Mészáros Lázár hadügyminiszter körlevélben sürgette meg a hatóságokat, hogy minél hamarabb állítsanak fel nemzetőrséget, amit szükség esetén a megtámadott települések védelmére lehet rendelni. A szerbek a péterváradi parancsnokhoz, Hrabovszky János altábornagyhoz fordultak segítségért, hogy meg tudják magukat védeni a magyaroktól.
Június 12-én a felbőszített Hrabovszky a péterváradi helyőrség egy kis részével támadást intézett a karlócai szerb tábor ellen, ám a támadást visszaverték, és június 13-án a szerb főodbor hadba szólított minden szerb férfit a Magyar Királyság ellen. A karlócai ütközetben magyar oldalról mintegy 1100 katona vett részt, 1 halottat és hét sebesültet vesztettek, a szerbek körében mégis hatalmas győzelem híre kezdett elterjedni. Az események hírére Csernovics Péter sietve békéltetésbe kezdett, aminek egy tíz napos tűzszünet lett az eredménye. Ez azonban a szerbeknek arra volt jó, hogy megerősítsék helyzetüket, június végére már 20 000-re nőtt a szerviánusok száma. A szerviánusok esküdt ellenségekké változtatták az addig régóta békében egymás mellett élő magyar, szerb és német falvakat, és elkezdték a vidék magyar és román lakosságát módszeresen irtani.

### A magyar védvonal

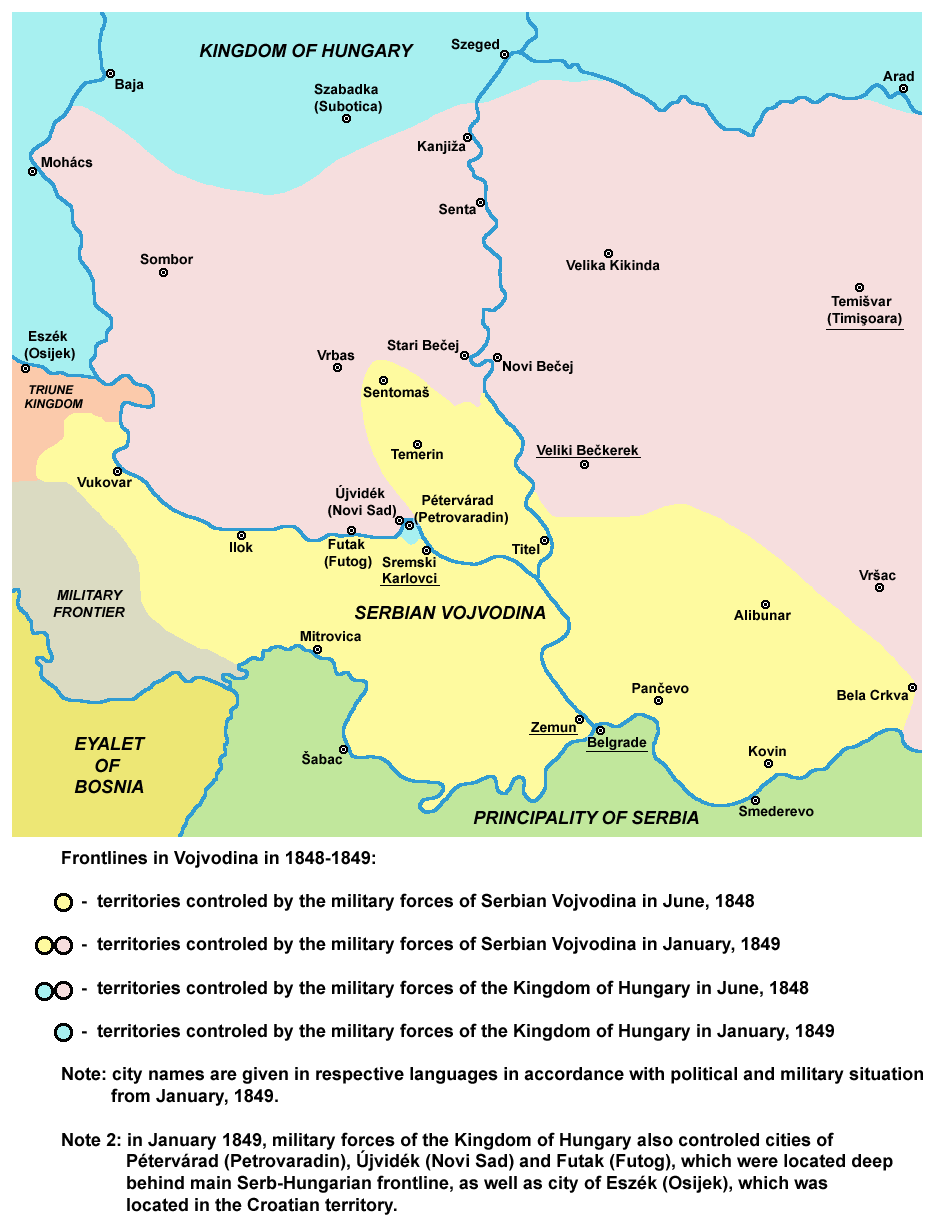
A délvidéki frontvonal 1848 júniusa és 1849 januárja között

A fegyverkező szerbekkel szemben csak kis számú császári-királyi sorgyalogezred illetve magyar honvédzászlóalj állt szemben, hiszen eddig a Délvidék hadereje elsősorban a határőr ezredekből állt.  A határ védelmére és a szerb csapatok ellenőrzésére először Bács-Bodrog vármegye bizottmánya határozta el magát cselekvésre. A megye nemzetőrségéből egyrészt egy Novoszelótól Ófutakig a Duna-parton futó őrláncot hoztak létre, másrészt egy nagyobb csapatot az Ókér melletti táborban állomásoztattak. A helyi csendőrökhöz később csatlakozott mintegy 2000 tolnai nemzetőr, 2500-2500-an a Jászkun Kerület és a Kunság területéről, és még több más megyéből és városból.
Augusztus elején már 11 842 gyalogos és 570 lovas állomásozott Verbász térségében, 5500 gyalogos és 625 lovas Óbecsénél, valamint 3100 gyalogos és 300 lovas a balszárnyon, Nagybecskereken. Ez a tekintélyes had azonban a magyar vezetés passzív harcmodorával csupán arra volt elegendő, hogy a szerb előrenyomulást megállítsa, a szerbek gyors rajtaütéseire nem voltak képesek reagálni. A csapatokat júliustól Philipp Bechtold altábornagy irányította.

### Szenttamás ostromai és a perlaszi ütközet
Szenttamás a Ferenc-csatorna partján épült vegyes lakosságú város volt, lakossága 1848 elején 8000 szerbből és mintegy 3500 magyarból állt. A nemzetiségi ellentétek eldurvulásával a magyarok nagy része elmenekült, a többieket a szerbek vagy lemészárolták, vagy sáncépítésre kényszerítették. Ez utóbbinak meg is lett az eredménye, Szenttamás jól védhető erődítménnyé vált, amelyet tüzérséggel is elláttak.
Az első ostrom, melyet elégtelen csapatok miatt a tüzérségi párbaj után visszavonult Bechtold, július 14-én folyt le.
Ezt követően augusztus 19-én indított támadást a délvidéki sikertelenség felett felháborodott közvélemény nyomására. Ez a támadás a magyar alakulatok gyenge együttműködése miatt hiúsult meg, csakúgy, mint a leváltott Bechtold helyébe lépő Mészáros által vezényelt szeptember 21-ei roham. Ezután a magyar hadvezetés figyelme más színterek felé fordult.
Eközben azonban Kiss Ernő és Vetter Antal csapatainak sikerült elfoglalnia a szerbek perlaszi táborát. Bár a teljes felkelősereget nem sikerült megsemmisíteni, a siker jelentős volt, felbomlasztotta a jarkovaci tábort is.

### Új szerb védelmi rendszer kiépítése és áttörése
A perlaszi tábor felszámolása után a szerbek Pancsovát erősítették meg, és a Határőrvidék peremén erődített táborokat létesítettek egyrészt a Pancsova felé vezető utakat védték, másrészt a magyarok elleni támadásokhoz szolgáltak kiindulási pontként. A fontosabb erődítmények a következők voltak:
- A legfontosabb tábor Tomasovác volt, a Temes folyó partján. A határőrcsaládok által lakott falut sáncokkal vették körül, és a folyó északi oldalán is létesítettek hídfőállást. A tábor észak felől védte Pancsovát, és ez esett a legközelebb a magyar csapatok délvidéki központjához, Nagybecskerekhez.[17]
- Az alibunári tábor északkeletről védte Pancsovát, elzárva a Versec felől oda vezető utat. A tábort egy kisebb erődítés egészítette ki Károlyfalvánál.[17]
- Kelet felől a Karas partján két erődítmény állta a magyarok útját, a strázsai és a Palánka előterében épült ún. Ördöghídja.[17]

Különösen a strázsai tábor feküdt a magyar hadsereg számára kellemetlen helyen, mivel két támaszpontjuk, a verseci és a fehértemplomi között fenyegetést jelentett az összeköttetési vonalakra.
A szerb haderő november elején mintegy 12 000 felkelőből és szerviánusból, 4000 határőrből és mintegy 80 ágyúból állt, és támogatta őket a császárhű temesvári helyőrség. Összesen mintegy 24 000 ember állt szemben a magyarok körülbelül 16 000 főnyi reguláris és 6000 főnyi nemzetőri alakulatokból álló erejével. A magyar erők négy nagyobb egységre bomlottak. A Kiss Ernő távollétében a parancsnoki tisztet betöltő Vetter a jobbszárnnyal Nagybecskereken, a Damjanich alezredes vezette balszárny Fehértemplom és Versec térségében állomásozott, míg Nagysándor József 4000 emberrel (főleg nemzetőrökkel) Temesvárt tartotta szemmel. Máriássy János hadteste pedig Arad körülzárását kapta feladatul.
A szerbek dolgát megkönnyítette, hogy a magyar hadvezetés figyelme szeptembertől a Dunántúl felé fordult, és októbertől megindultak a béketapogatózások is. Ezek azonban novemberre kifulladóban voltak, és Damjanich támadásra szánta el magát. November 9-én hajnalban 700 honvéddel megrohanta Strázsát, és katonái szuronnyal kiverték állásaikból a felkelőket. A menekülési utakat a Württemberg-huszárok és Rózsa Sándor szabadcsapatai elzárták, és a kelepcébe került szerbek között nagy mészárlást vittek véghez. Az 1200 védő közül 673-an elestek, 70-en fogságba estek, és 2 ágyú is Damjanich kezére került.
Vetter november 30-án támadást indított Palánka, Alibunár és a fő célpont, Tomasovác ellen, azonban csak Palánkot sikerült elfoglalnia Maderspach Ferenc csapatainak. A visszatérő Kiss Ernő december 4-én mintegy 10 000 emberrel támadta a tomasováci tábort, a gyenge összhang azonban megakadályozta a sikert. A kudarc után új haditervet dolgoztak ki, melynek lényege az volt, hogy először a kisebb erődöket kell megtörni, és ezt követően összehangoltan támadni a tomasovácira. December 12-én Damjanich Károlyfalvára, Gergely János őrnagy pedig Alibunárra támadt. Damjanich véres közelharc után áttörte a védelmi vonalat, és segítségével Gergely kiszorította Jovanovics szerbjeit a sáncok közül. Damjanich 13-án Jarkovácig előrenyomult, itt azonban pihenőt tartott részben, hogy katonái kipihenjék magukat, részben azért, mert a Berzaván lassan készült el a híd. Knićanin szerb parancsnok a 14-15-ei éjjel rajtaütött az elővigyázatlanul táborozó magyar csapatokon, és a falubeliek hathatós segítségével megszorongatták a honvédeket. A soraikat rendező magyarok azonban végül visszaverték a támadást, és bosszúból felgyújtották a falut. Knićanin nem tudott visszatérni Tomasovácra, ezért azt Kiss Ernő főerői üresen találták.
Pancsova tehát immár közvetlenül támadható lett volna, azonban Kiss a temesvári helyőrség csapatai ellen fordult, amelyek segítséget vittek az aradi várba. A pancsovai tábort időközben megerősítették, és a magyar csapatok egy részét a főhadszíntérre rendelték, az így megváltozott erőviszonyok között az 1849 január 2-ai támadás kudarcba fulladt. A csapatkivonás folytatódott, így a parancsnokságot átvevő Damjanich sem tudta kiköszörülni a csorbát.

### A Délvidék kiürítése
A bácskai és bánáti hadtestek nélkülözhető részeinek kivonására január 16-án érkezett meg a parancs. A bácskai hadtest parancsnoka, Vécsey Károly tábornok 17-én, a bánsági hadtestet vezető Damjanich pedig 19-én indult útnak, január végére a térségben mindössze a Szegeden állomásozó Hadik-hadosztály, Pétervárad környékén 3-4000 nemzetőr, a vár helyőrsége, valamint az Aradot körülzáró csapatok maradtak a Délvidéken. A szerb erők így szinte az egész területet ellenőrzésük alá vonhatták. Február 11-én a szerb csapatok Kuzman Todorović vezetésével már Szegedet ágyúzták, onnan azonban a magyarok elűzték őt.

### Magyar ellentámadások 1849 tavaszán és nyarán
1849 március 15-én Perczel Mórt nevezték ki a délvidéki magyar erők élére, és ő nem is késlekedett a támadás megindításával. Elsődleges célja Pétervárad felszabadítása volt, amelyhez mintegy 14 000 katona és 30 löveg állt rendelkezésére. Először a Szeged környéki településeket foglalta vissza, majd felszámolta az ókanizsai és a zentai szerb táborokat. Áttörte a Ferenc-csatorna melletti védelmi vonalat, és március 27-én már Kiskérnél járt. 2 zászlóaljjal, 2 huszárszázaddal és egy üteggel sikerült bejutnia Péterváradra, de a zároló csapatok ellen intézett kirohanása kudarcba fulladt.
Jelentős összecsapás bontakozott ki Szenttamásnál, amit április 3-án támadott meg Perczel, a védők sokáig visszaverték a rohamokat, véres harcok után azonban a magyarok kerekedtek felül: A szerb veszteségek 1000 főre és 5 ágyúra rúgtak, míg a magyar oldalon 200 katona esett el. Április 7-én a római sáncok elleni támadás ismét a magyarok győzelmét hozta, a titeli-fennsík elfoglalását azonban megakadályozták a szerbek. Bem megérkezésével a magyarok figyelme a Bánság felé fordult, ahol Perczel és Bem összehangolt támadást indított. Bem elfoglalta Versecet és Fehértemplomot, ezzel megakadályozta Todorović és az Orsova felől közeledő Malkowski tábornok csapatainak egyesülését. Körülzárta Temesvárt, de ostromával nem töltött sok időt, csapatait elégtelennek ítélte meg ekkora vállalkozáshoz.
Eközben a császári-szerb csapatok élén Joseph von Puffer ezredes váltotta Todorovićot, ő sem mutatott azonban komolyabb ellenállást, a szerb felkelők a Duna jobb partjára vonultak vissza. Perczel május 10-én bevonult Pancsovára, majd visszatért Titel alá.
Eközben Jellačić Eszéken megkezdte a déli hadsereg megszervezését, majd a titeliek védelmére sietett. Perczel május 26-ai támadásának visszaverésében már az ő csapatai is szerepet játszottak.
Perczel ez után ismét megkísérelte a Péterváradot körülzáró gyűrű felszámolását, azonban számottevő sikert ezúttal sem ért el. Június elején parancsot kapott, hogy csapatai nagy részét a főerőkhöz vezesse, ő azonban előbb győzelmet akart kicsikarni. Kátynál csatát június 7-én vállalt, azonban súlyos vereséget szenvedett, és csapatai a Ferenc-csatorna mögött kényszerültek védőállásba vonulni. Perczelt a vereség másnapján leváltották.
Jellačić csapatait július elején érte újra támadás, a magyar csapatok élére Vetter Antal, Guyon Richárd és Kmety György került, akik két irányból támadtak a császáriakra. A IV. hadtest a Földvár, Szenttamás, Verbász útvonalat követte, addig Kmetty hadosztályának a Ferenc-csatornán átkelve kellett volna támadásra indulni. A kishegyesi ütközetben Guyon 7-8000 fős hadteste megfutamította Jellačić 12-13 000 fős seregét, és a menekülő ellenséget üldözve elfoglalta Verbászt, majd ezt követően bevonult Szenttamásra, Turjára és Földvárra is. Kmety bevonult Péterváradra, majd a csapatok július 23-án újból sikertelen kísérletet tettek a Titeli-fennsík elfoglalására. Ezután a hadsereg nagyja a szegedi táborba vonult, augusztus első napjaiban követte őket az addig a helyszínen maradó Kmety-hadosztály is.

## Béketapogatózások
A magyarokkal való megegyezést a felkelés kitörése után nem sokan támogatták, az első békítési próbálkozásokra 1848 októberéig kellett várni. A tárgyalások azután november elejére ki is fulladtak, és megindult a magyar támadás.
A Rajačić vezette konzervatív és a Stratimirović vezette liberális irányzat egysége már 1848 kora őszén felbomlott. A hatalmi harcból év végére a pátriárka került ki győztesen, azonban Stratimirović népszerűsége töretlen maradt katonai sikereinek köszönhetően.
A szerb táboron belüli feszültséghez hozzájárult az is, hogy a császár sem a december 15-ei kiáltványban, sem az Olmützi alkotmányban nem erősítette meg a független szerb vajdaságot. Mi több, a szerbek vezetőjét, Rajačićot a VII. magyarországi katonai kerület főparancsnokának rendelte alá Ferenc József. A csalódottság elégedetlenséget szült, és növelte a magyarokkal való kiegyezést keresők befolyását a szerb vezetésben. Ebbe az irányba hatottak a magyarok tavaszi harctéri sikerei is, amelyek demoralizálták a csapatokat.
1849 júniusában Stratimirović ajánlattal fordult a magyar kormányhoz: Hajlandó átállni 5 zászlóalj élén, amennyiben a magyar kormány felállítja a Szerb Vajdaságot, és őt személy szerint honvédtábornoknak nevezi ki. A Stratomirovićcsal meginduló tárgyalásokkal nagyjából egy időben az ifjú Andrássy Gyula Belgrádban tárgyalásokat kezdett a szerb belügyminiszterrel és találkozott Dragojlo Kušlan szerkesztővel, Jellačić horvátországi ellenzékének egyik fontos képviselőjével. Andrássy úgy vélte, a szerb nemzetgyűlés megígérésével le lehetne szerelni a szerb ellenállást.
Kívánatos lenne, hogy ezt a nemzetgyűlést adja meg,...  mert csak két mód van a szláv forradalom megszüntetésére, vagy felszámolni, vagy kielégíteni őket. ... Nem vesztenénk semmit, mert a győztes módosíthatja, ha pedig legyőzetik, úgyis mindegy.
A magyar kormány ekkor mindent megtett a megegyezés érdekében, azonban az ország területi egységétől nem volt hajlandó tárgyalni. A szerb vezér ajánlatára reagálva június 14-én széles körű kulturális jogokat, amnesztiát, a Határőrvidék polgárosítását (a határőrszolgálat megszüntetését) és a Stratimirović által kért tábornoki rangot helyezte kilátásba. A területi autonómia megtagadásába azonban a szerbek nem egyeztek bele, a megegyezés nem jött tehát létre.
A tárgyalások kudarcát követően hamarosan megérkezett Stratimirović báni alezredesi kinevezése is, amit az uralkodó augusztus 7-én hagyott jóvá. Egyúttal megkapta a Lipót-rend lovagkeresztjét is.

## A felkelés eredményei

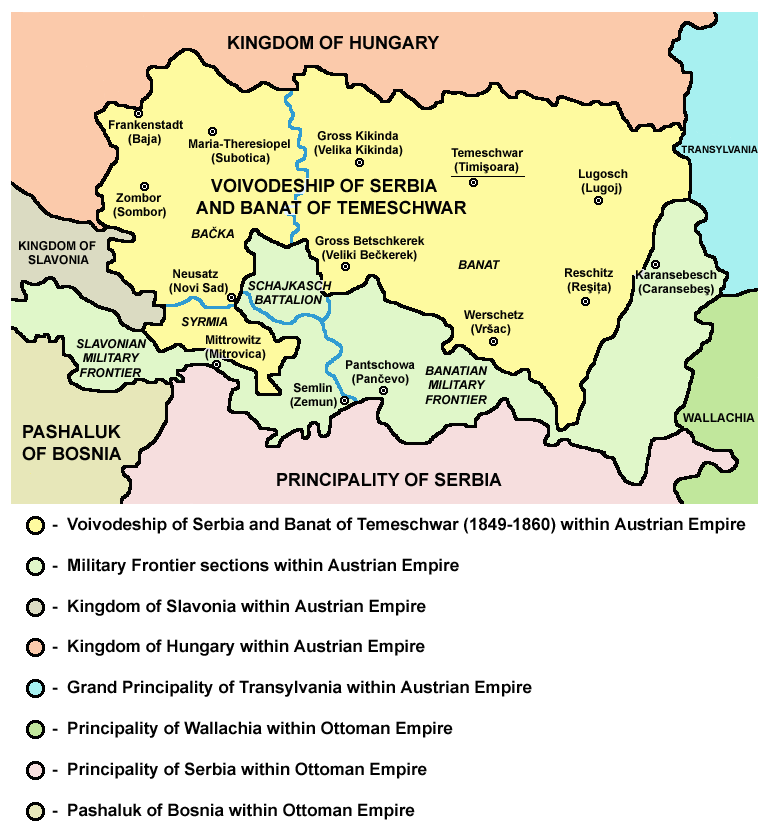
A magyar szabadságharc leverése után létrejött 1849 őszén kialakított Szerb Vajdaság és Temesi Bánság nevű osztrák közigazgatási egység

A szerbek csalódtak az Habsburgokban, azok ugyanis, bár 1849. november 18-án létrehoztak egy Szerb Vajdaság és Temesi Bánság nevű tartományt, az több szempontból is különbözött a szerbek által megálmodottól. Nem csatolták hozzá sem Baranyát, sem a sajkás kerületet, és a szerémségi és bánsági határőrvidékek az új formáción kívül maradtak. A Vajdaság élén nem a szerbek által választott vajda állt, hanem Ferenc József, nagyvajdai címmel, a közigazgatásért felelős alvajda pedig az általa kinevezett Mayerhofer tábornok lett. Felszámolták az odborokat, és a közigazgatás központjának a német többségű Temesvárt tették meg. Az új tartományban a szerbek kisebbségben voltak, a 310 ezer szerb mellett 416 ezer román, 396 ezer német és 256 ezer magyar lakott az új tartományban. A tartomány három kerülete közül az egyik volt a tulajdonképpeni szerb vajdaság. A szerbeknek szembe kellett nézniük a más nemzetiségű többség elégedetlenségével is, amely odáig fajult, hogy Mayerhofernek statáriumot kellett bevezetnie. A helyzetet tovább súlyosbította a horvátokkal vitatott területek hovatartozása körül fellángoló ellentét.
A szerb politikából kiszorították a Svetozar Miletić vezette liberálisokat, a tartomány vezetése a Rajačić által irányított görögkeleti egyház kezébe került.
A Vajdaság ráadásul csak 1860 őszéig állt fenn, ekkor Ferenc József kiadta az októberi diplomát, amely visszaállította a hagyományos rendi közigazgatást.